# 花盆

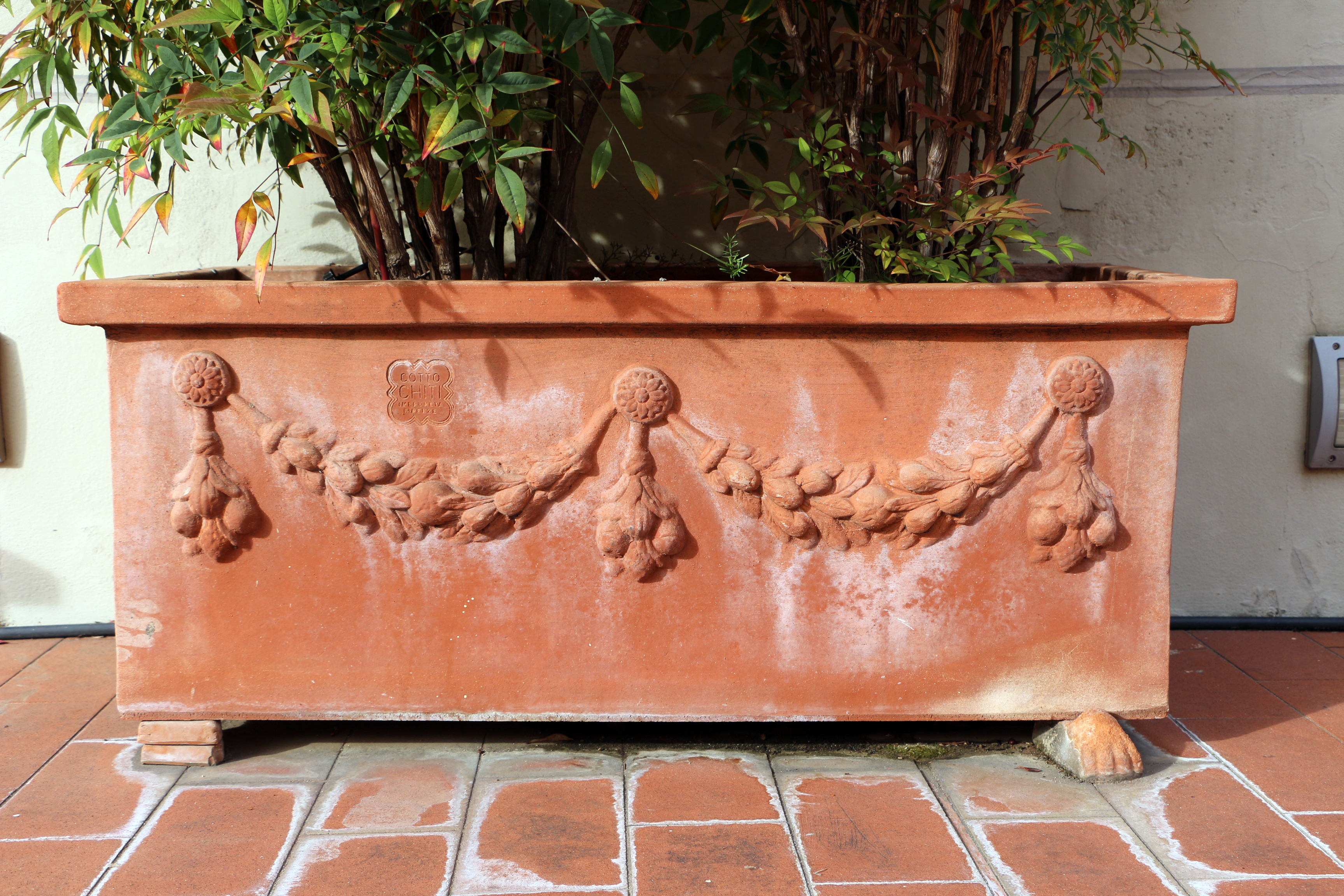
裝飾著花綵的義大利陶瓦花盆

花盆（英語：flower pot），種花用的一种器皿，為開口大底端小的倒圓臺或倒稜臺狀，質地多为泥、陶、瓷、塑膠、玻璃、石及木製品，近年市場上還出现了利用可降解塑料聚乳酸PLA製成的環保花盆。塑膠花盆材質有軟式培養盆與硬式花盆兩種。
花盆的底部通常有孔洞，以便多餘的水流出，防止植株根部因積水過多而生長不良，甚至死亡，因此花盆在室内往往會放在托盘上。隨着人們生活品質的提高，也出现了底部完全密封、作為美觀和裝飾之用的套盆。植物可以通過根系随时利用到花盆里的水分。近来一些花盆加入了带有蓄水装置的自動灌溉系统。花盆也能夠分作两類：栽培盆与觀賞盆。

## 尺寸

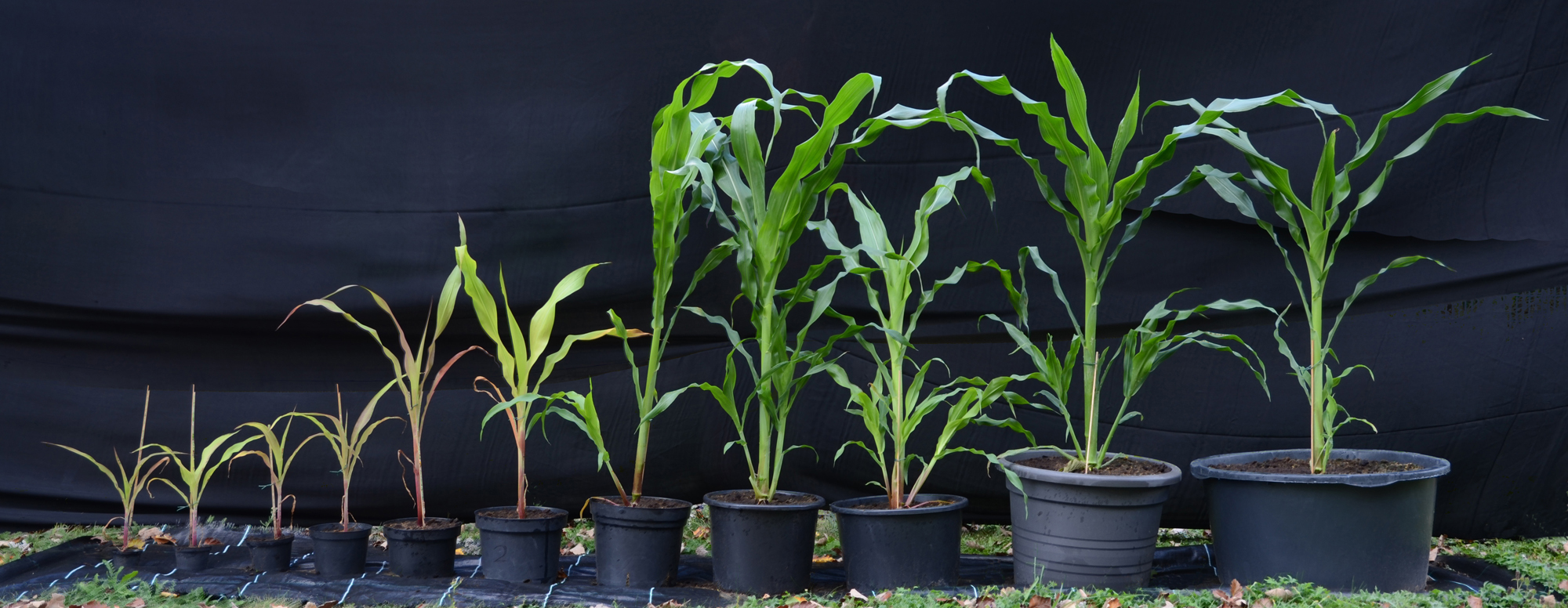
盆土大小對玉米生長的影響。

花盆的大小在一定程度上決定了植物的大小。一般來說，種在較大花盆裡的植物最終會長得更大；平均而言，植物的生物量增加 40–45% ，盆栽體積增加一倍。部分原因是由於較大的花盆中營養和水分的有效性較高，而且根部不再那麼受花盆束縛。這並不意味著所有的植物都會在更大的花盆裡生長得更好。尤其對於多肉植物來說，土壤不要長時間保持潮濕，因為這可能會導致它們的根部腐爛。植物相對於土壤體積越小，消耗盆栽水所需的時間就越長。盆景植物也被刻意種植在小盆中，不僅為了美觀，還因為養分供應不足會導致葉子變小，生長緩慢。因為它們通常不像多肉植物那樣耐旱，所以這意味著必須經常澆水。

## 形狀
高盆中土壤的水比低盆中更容易受到重力作用下沉，因此土壤不會長時間保持濕潤。如果盆栽土壤太濕，植物根部周圍可能會缺氧。

## 材料
暴露在陽光下的黑色花盆中的土壤會比白色花盆中的土壤升溫更快。陶罐具有透水性，因此罐內土壤中的水分可以透過罐壁蒸發到罐外。上釉的或由塑膠製成的花盆因蒸發而損失的水分較少。如果底部也沒有孔，植物可能會因過於潮濕而受損。

## 圖片
- 陶瓷花盆
- 水泥花盆
- 塑膠花盆

## 外部連結
- The archaeology of the flowerpot in England and Wales c. 1650-1950 C.K. Currie; Garden History 21.2, 227–46 (1993)